# 索尼婭·德勞內
索尼娅·德劳内（法語：Sonia Delaunay，法語發音：[sɔnja dəlonɛ]；1885年11月13日—1979年12月5日）是一名出生于乌克兰的法国艺术家，主要在巴黎进行艺术创作。在移居法国前，其曾在俄罗斯和德国接受过有关纺织、设计等方面的培训，使其涉猎相当广泛。她也曾协助组织了奥费主义艺术运动，着重强调鲜艳颜色和几何图案在作品中的使用。她也是首位在卢浮宫召开其主题画展时健在的女性艺术家；1975年起，其被授予法国荣誉军团勋章，成為榮譽軍官。

## 生平

### 早年（1885–1904）
莎拉·埃利耶夫娜·斯特恩于1885年11月1日在敖德萨出生于一个犹太家庭，父亲是一家造钉厂的工头。年龄尚幼时，索尼娅孤身一人搬往圣彼得堡，并在那里受其舅叔Henry Terk照看。在那里，她更名为索尼娅·特克（Sonia Terk）。在之后的一段时间里，她和特克一家在芬兰避暑，时而周游全欧洲；在这些旅程中，索尼娅游览了不少艺术博物馆和画廊。16岁时，她前往圣彼得堡当地知名的一所高中就读，并在那里学习了绘画技术。18岁时，她被她的老师荐往德国卡尔斯鲁厄的一所艺术学校深造。1905年，索尼娅搬往巴黎，前往蒙帕纳斯艺术学院进行进一步深造。

### 巴黎（1905–1910）
索尼娅对在巴黎深造期间充满批评的教学模式相当不满，因此逐渐减少了在学院内学习的时间，转而将更多的时间放在了去巴黎各个画廊观览上；这一时期，她的艺术作品主要受到梵高、卢梭等后印象派及马蒂斯等野兽派作品的影响。1908年，她“便利起见”，与德国的一位名为Wilhelm Uhde的画廊主人结婚，在使索尼娅拥有稳定资金来源的同时得以掩盖了Uhde的同性恋倾向。索尼娅·特克的作品因此也得以频繁展出，从而在艺术领域逐渐有了名气。
1909年初，罗伯特·德劳内与索尼娅·特克相遇；二者于同年4月成为恋人。1910年8月，索尼娅与Uhde离婚；11月15日，索尼娅与罗伯特结婚。随后，索尼娅远在圣彼得堡的姨母答应了这门婚事。

### 奥费主义（1911–1913）
1911年，索尼娅·德劳内为查尔斯的婴儿床制作了以几何图形和鲜艳颜色为主的拼布被褥，现藏于巴黎国家现代艺术博物馆中。

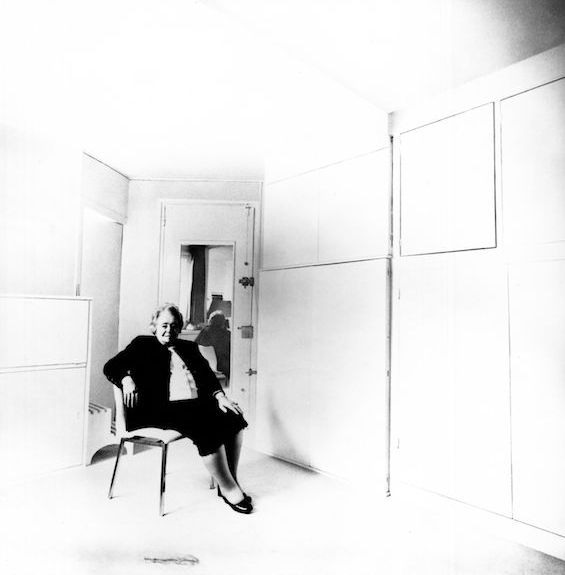
1978年Lothar Wolleh所绘索尼娅·德劳内肖像画

德劳内一家的朋友纪尧姆·阿波利奈尔曾用「奥费主义」一词来形容德劳内的作品所特有的立体主义。1912年，索尼娅通过阿波利奈尔结识了布莱斯·森德拉斯；后者在之后也成为了索尼娅的好友与合伙人。

### 暂居西班牙与葡萄牙时期（1914–1920）
德劳内一家于1914年前往西班牙，与马德里的朋友住在一起。1914年第一次世界大战爆发后，索尼娅和罗伯特住在巴斯克地区的洪达里比亚，他们的儿子仍在马德里；他们一致决定暂时不回法国。1915年8月，德劳内一家人搬往葡萄牙，与另外二人共居同一房中。在葡萄牙期间，她完成了《米尼奥市场（Marché au Minho）》一作。索菲亚之后称，这一作品灵感来自于这个“美妙的国家”。

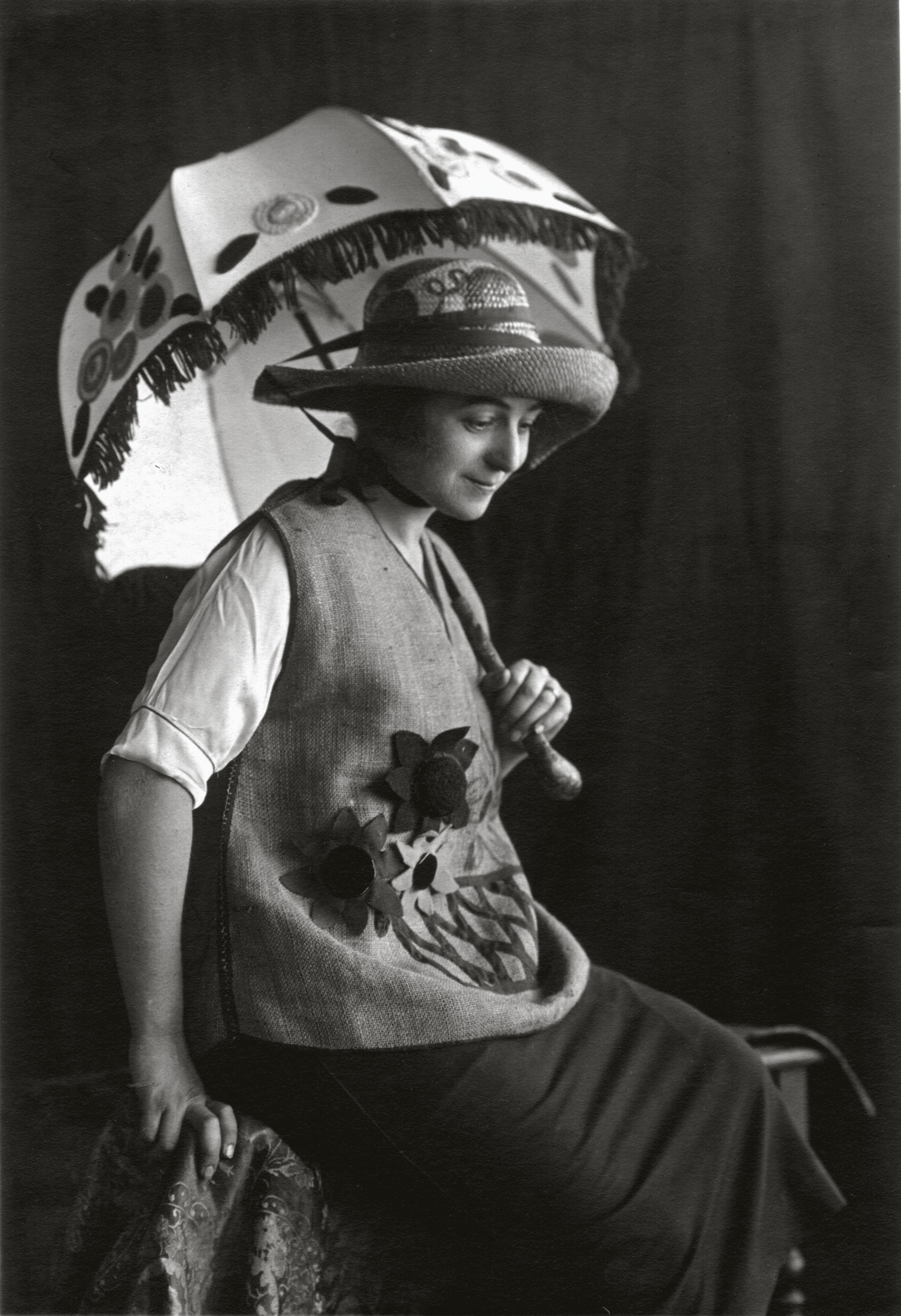
马德里时期的索尼娅·德劳内

十月革命后，索尼娅完全失去了来自俄罗斯的经济支撑。因此，德劳内一家不得不寻找新的稳定经济来源。1917年，德劳内一家在马德里结识了谢尔盖·迪亚济列夫（Sergei Diaghilev）；索尼娅为其设计了不少舞台剧用服装。除此之外，索尼娅还为一些夜店设计了内部装饰与服饰，从而获得了一定资金。
索尼娅1920年前后曾两赴巴黎寻找工作。她曾写信给保罗·泊莱（Paul Poiret），称其想要扩大她的业务范围，并且想要使用一部分他的设计。泊莱拒绝了索尼娅的请求，称其已经使用了很多他的设计，而且她还是“逃兵”（指罗伯特·德劳内）的妻子。

### 重返巴黎（1921–1944）
1921年，索尼娅、罗伯特和他们的儿子返回巴黎。他们将亨利·卢梭的作品《耍蛇人（La Charmeuse de serpents）》卖出之后，终于是解决了最严重的财务问题。之后，索尼娅·德劳内开始着手为客户和朋友定做服装，并于1923年收到了里昂一家制造商的委托，使用几何形状和大胆的色彩创作了近50种面料设计。不久之后，Simultané成为了她的注册商标。
1925年，索尼娅在国际装饰艺术与现代工业博览会期间开立了一个名为「Simutané精品（'boutique simultané'）」的展馆。同年，她在索邦大学就绘画对时尚的影响发表了演讲。
索尼娅还为《眩晕》《小巴黎人》两部电影设计了服装，并为电影《因为我爱你》设计了家具。这一时期，她还为罗伯特·佩利埃设计了高级定制纺织品，同时积极参加了他所开办的沙龙。 大萧条之后，她关停了自己的店，随后回到了作画工作上。 She said "the depression liberated her from business".
1934年底，索尼娅开始着手与丈夫一同设计1937年现代生活艺术与技术国际展览两个场馆。
1941年，索菲亚的丈夫罗伯特·德劳内因癌症逝世。

### 晚年（1945–1979）

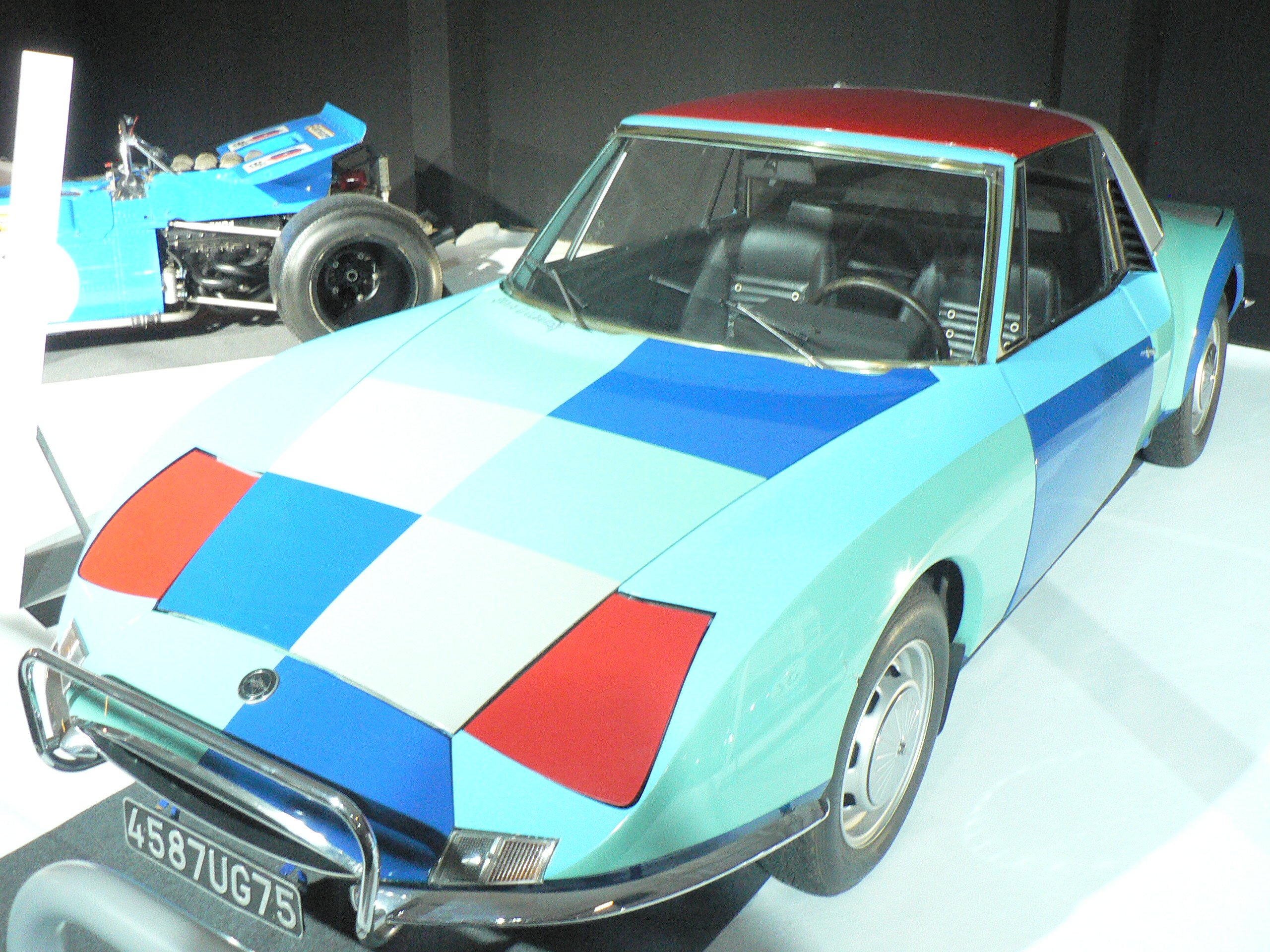
索尼娅·德劳内涂制的Matra M530A

第二次世界大战后，索尼娅在新现实沙龙担任了数年的董事会成员。1964年，索尼娅和她的儿子向国家现代艺术博物馆捐赠了索尼娅夫妻二人的共计114件作品。之后，阿尔伯特·马格内利（Alberto Magnelli）告诉她“她和喬治·布拉克是仅有的在卢浮宫展出其画作时仍在世的画家”。之后不久，她为Matra 530提供了涂装方案。1975年，索尼娅被授予法国荣誉军团勋章。1976年起，她受自己20世纪20年代作品的启发，与法国公司Artcurial一起开发了一系列高级纺织品、餐具。1978年，她的自传《我们终将走向太阳》出版。

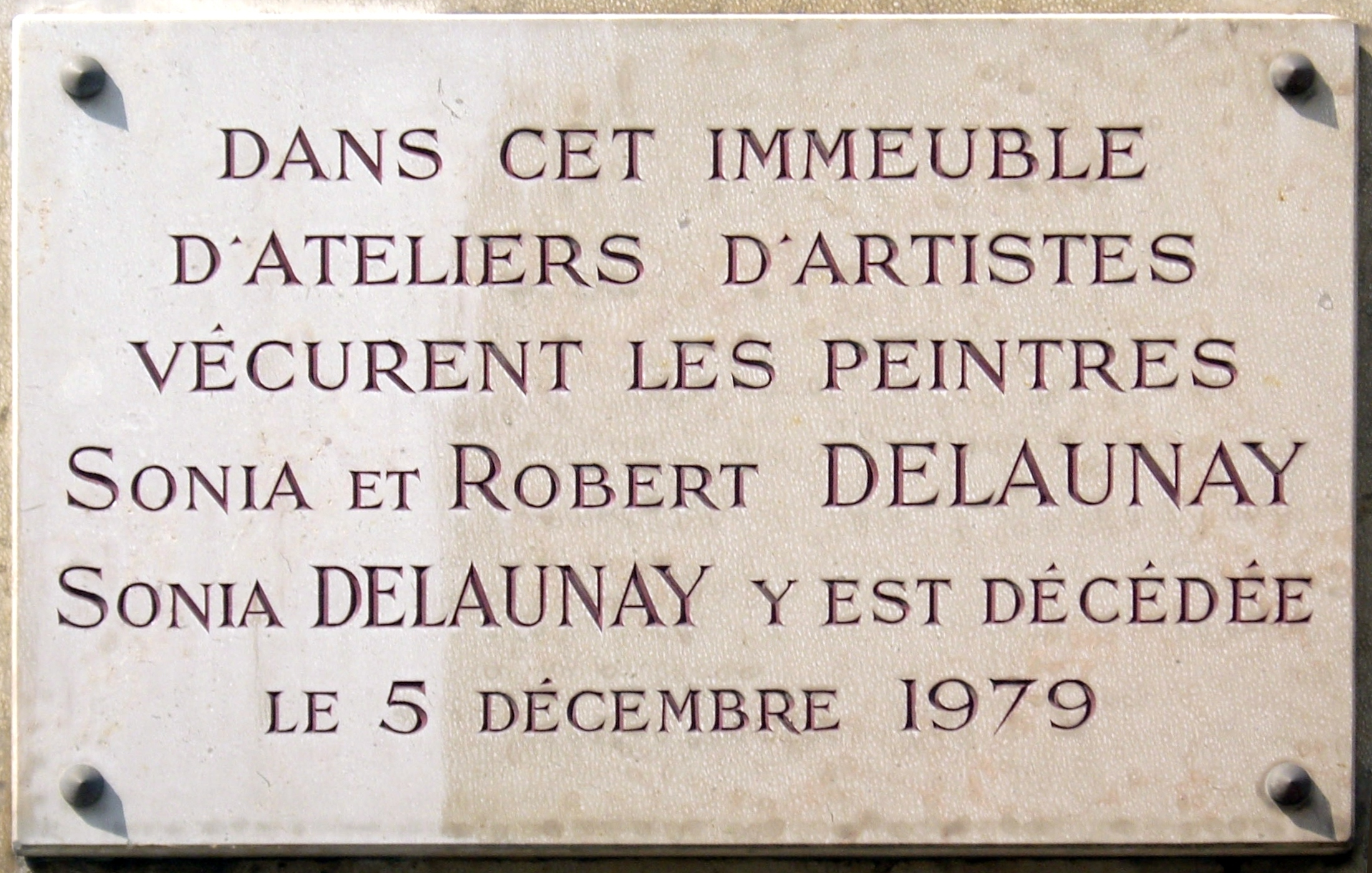
索尼娅墓的碑石

1979年12月5日，索尼娅·德劳内在巴黎去世，享年94岁。她被安葬在她的丈夫的的坟墓旁边。